# Sean Rosenthal
Sean Michael Rosenthal (ur. 19 czerwca 1980 w Torrance) – amerykański siatkarz plażowy.